# La Bastide-l’Évêque
La Bastide-l’Éveque ist eine Ortschaft und eine ehemalige französische Gemeinde mit 763 Einwohnern (Stand 1. Januar 2022) im Département Aveyron in der Region Okzitanien. Sie gehörte zum Arrondissement Villefranche-de-Rouergue und zum Kanton Aveyron et Tarn.
Mit Wirkung vom 1. Januar 2016 wurden die früheren Gemeinden La Bastide-l’Évêque, Saint-Salvadou und Vabre-Tizac zur Commune nouvelle mit dem Namen Le Bas Ségala zusammengelegt und haben in der neuen Gemeinde den Status einer Commune déléguée inne. Der Verwaltungssitz befindet sich im Ort La Bastide-l’Éveque.

## Lage
Nachbarorte sind Maleville, Brandonnet und Compolibat im Norden, Rieupeyroux im Osten, La Capelle-Bleys im Südosten, Vabre-Tizac und Saint-Salvadou im Süden, Morlhon-le-Haut im Westen und Villefranche-de-Rouergue im Nordwesten.

## Bevölkerungsentwicklung
| Jahr      | 1962 | 1968 | 1975 | 1982 | 1990 | 1999 | 2008 | 2015 |
| --------- | ---- | ---- | ---- | ---- | ---- | ---- | ---- | ---- |
| Einwohner | 1223 | 1132 | 964  | 982  | 921  | 882  | 817  | 808  |

## Sehenswürdigkeiten
- Kirche Saint-Jean-Baptiste
- Château de Réquista, seit 1978 als Monument historique ausgewiesen

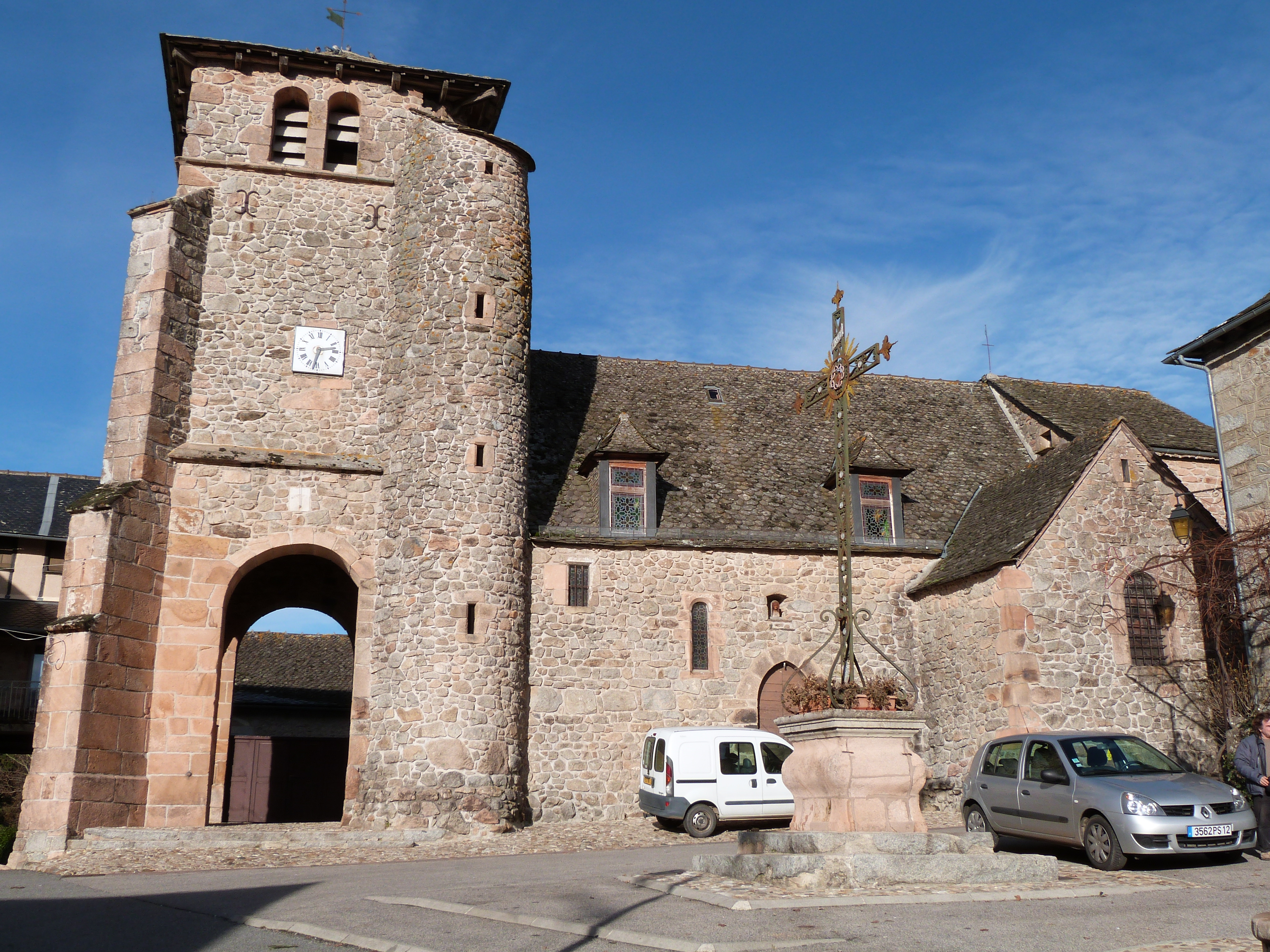
Kirche Saint-Jean-Baptiste
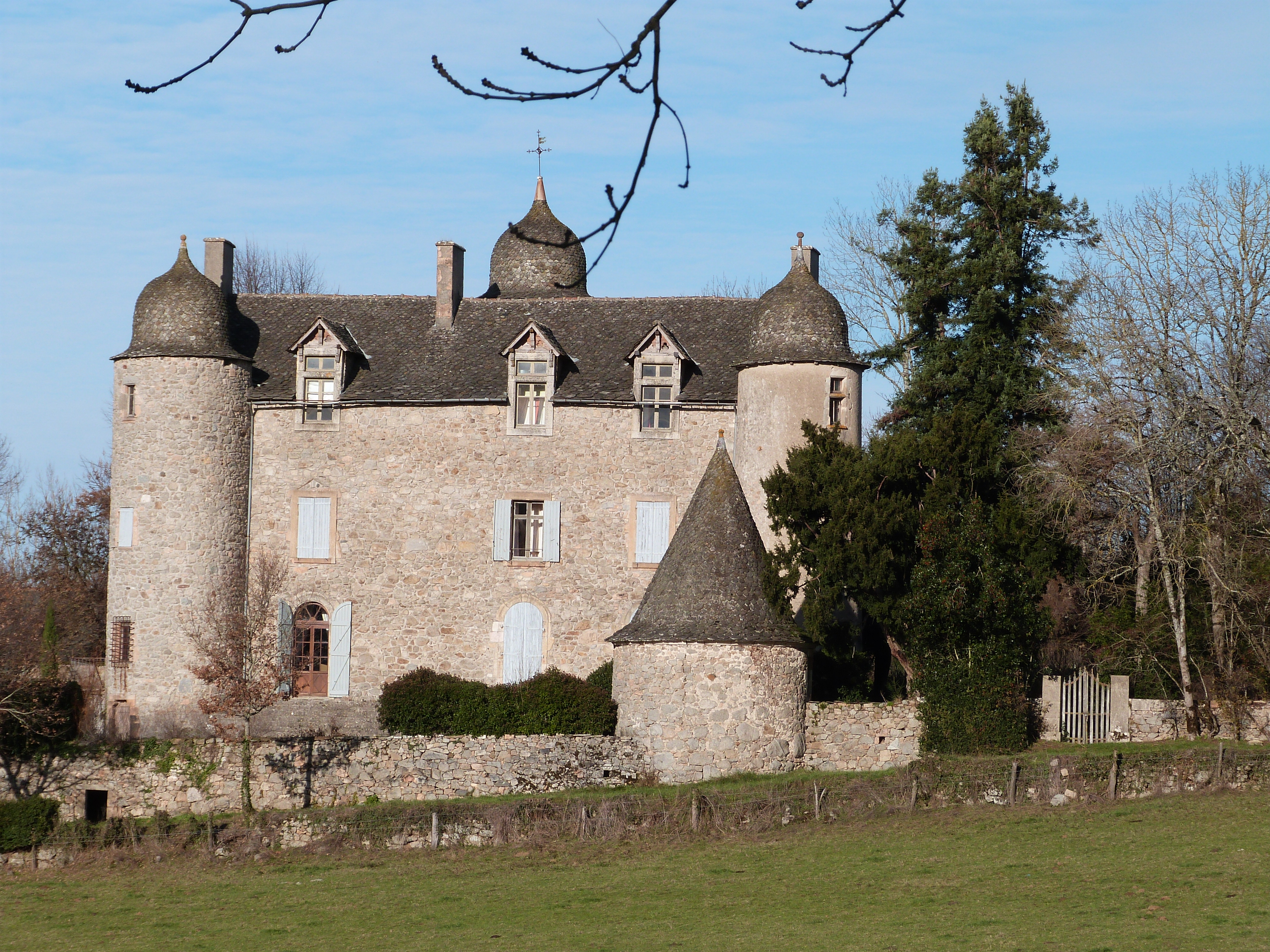
Château de Réquista
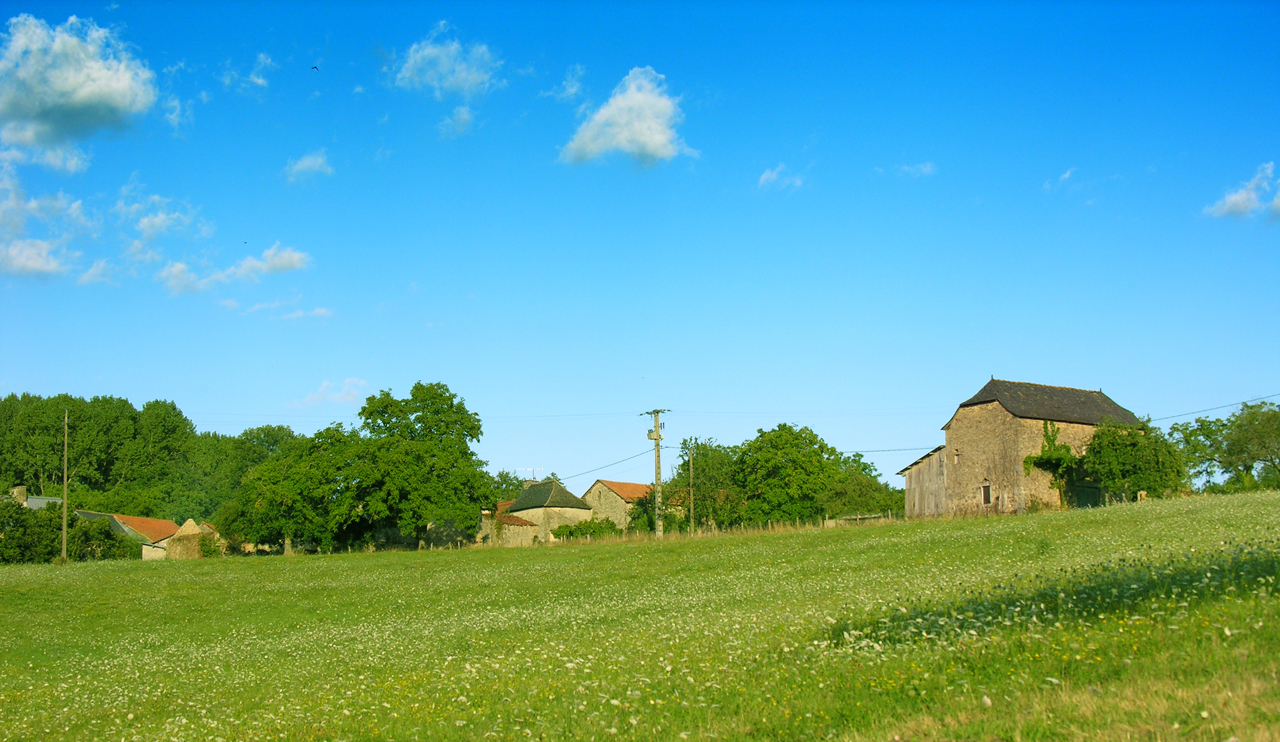
Landschaft Le Rieu bei La Bastide-l’Évêque